# Claudius Cantiuncula
Claudius Cantiuncula (c.1496-1560) est un humaniste lorrain du XVIe siècle. Jurisconsulte, il fut conseiller de Ferdinand Ier en 1533.

## Biographie
Fils de Didier Chansonneti, alias Chansonnette ou Chansonet en français, un notaire public des autorités apostolique et impériale de Metz, Claudius Cantiuncula naît à Metz, ville libre du Saint-Empire romain germanique, vers 1496. Claudius Cantiuncula étudie à Louvain, puis à Bâle. 
A Bâle, Cantiuncula est nommé professeur de droit civil en 1518, puis recteur de l'université en 1519. Humaniste reconnu, il publie ses premiers travaux sous son nom latinisé Claudius Cantiuncula. Dès cette époque, il correspond avec Heinrich Cornelius Agrippa, alors avocat à Metz, lui faisant notamment parvenir le Compendium d'Érasme et les thèses de Martin Luther. Il restera en contact épistolaire avec Agrippa jusqu'en 1533. 
En 1522, Cantiuncula est nommé syndic de la ville de Bâle, soit avocat du Conseil. En juillet 1523, il se rend à Paris. De 1525 à 1532, il fait fonction de chancelier de l'évêque de Metz, le cardinal de Lorraine Jean III de Lorraine. Chargé de mission diplomatique, notamment aux diètes d'Empire, Cantiuncula garde des contacts étroits avec d'autres humanistes, notamment Johann Apel ou François Douaren. 
Claudius Cantiuncula décéda à Bâle vers 1560,

## Publications
Dans ses ouvrages, Claudius Cantiuncula préconise un enseignement du droit basé sur l’histoire antique, et plus généralement sur les principes humanistes.
- Topica Legalia, c. 1520
  - (la) Topica, Venezia, Guglielmo da Fontaneto, 1534 (lire en ligne)
- De Officio Iudicis, 1543
- Consilia sive Responsa, 1571

## Sources
- Guido Kisch: Claudius Cantiuncula : Ein Basler Jurist u. Humanist d. 16. Jahrhunderts, Helbing u. Lichtenhahn, Bâle, 1970.
- Hans-Peter Ferslev: Claudius Cantiuncula: Die didaktischen Schriften, Cologne, 1967.